# Halo 4: Идущий к рассвету
«Halo 4: Идущий к рассвету» (англ. Halo 4: Forward Unto Dawn) — малобюджетный фантастический фильм режиссёра Стюарта Хендлера, экранизация компьютерной игры Halo. Фильм повествует о начале войны между людьми и союзом инопланетных рас Ковенант из Вселенной Halo.
Изначально фильм задумывался как короткометражный сериал, состоящий из 5 серий. Релиз на DVD состоялся 25 июля 2013 года (на Blu-Ray — 1 августа 2013 года), где «Halo 4: Идущий к рассвету» был представлен как полнометражный фильм.

## Сюжет
2557 год. Коммандер Ласки принимает сигнал о помощи с одного из кораблей Космического командования объединённых наций (ККОН). Слушая сообщение, посланное искусственным интеллектом Кортаной, в котором упоминается номер корабля, коммандер мысленно переносится в прошлое.
2526 год. Кадет Томас Ласки не разделяет общего мнения о ведущих войну с ККОН повстанцах, как о безжалостных убийцах, считая их не более чем «простыми фермерами». Вдобавок, он часто игнорирует приказы старших по званию, считая их ошибочными. Все это ведет к провалам его подразделения в ходе учений, конфликтам с однокурсниками и недовольству начальства. Тем не менее его командир удовлетворяет просьбу Ласки возглавить группу курсантов на одном из учений. Учебный бой выигран, но выясняется, что у Томаса есть проблемы со здоровьем, из-за чего он может быть не допущен к несению службы. Он сообщает об этом своей девушке Кайлер. Звучит сигнал тревоги.
Начинается вторжение войск Ковенанта. Прибывшие на помощь десантники не в состоянии остановить превосходящие силы противника. Оставшиеся в живых кадеты пытаются укрыться в общежитии, но туда уже проникли захватчики. В последний момент на помощь кадетам приходит Мастер Чиф. Он сообщает, что они единственные выжившие на планете и велит двигаться к транспортному кораблю «Пеликан» С боем Чиф и кадеты пробираются к транспортнику. Вскоре Кайлер получает ранение и после этого умирает. В бою Ласки отвлекает на себя внимание огромного монстра, Охотника, давая возможность Мастеру Чифу уничтожить того. Чиф хвалит Ласки за доблесть под огнем и дарит ему на память фрагмент брони Охотника. Уцелевшие кадеты вместе с Чифом и несколькими другими участниками проекта «Спартанец-II» покидают планету.
Вернувшись в 2557 год, коммандер Ласки готовится войти в криокамеру, держа в руках свой жетон; жетон Кайлер и фрагмент брони Охотника прикрепленный к цепочке жетонов, которые Ласки хранил более трех десятилетий. Корабль Ласки и его эскорт прыгают в пространство скольжения. Кортана готовится к тому, чтобы наконец пробудить Чифа.

## В ролях
| Актёр              | Роль              |
| ------------------ | ----------------- |
| Том Грин           | кадет Томас Ласки |
| Анна Попплуэлл     | Кайлер Сильва     |
| Эниша Брюстер      | Эйприл Оренски    |
| Айелет Зурер       | полковник Мехаффи |
| Масам Холден       | Майкл Салливан    |
| Майк Допуд         | генерал Блэк      |
| Катерина Кателиева | Дима Чакова       |
| Тай Олссон         | коммандер Ласки   |
| Дэниел Кадмор      | Мастер Чиф        |
| Дженна Берман      | Келли-087         |
| Тони Жиру          | Фредерик-104      |